# Galaxy Fight: Universal Warriors
Galaxy Fight: Universal Warriors (ギャラクシーファイト ユニバーサル・ウォーリアーズ?), o sencillamente Galaxy Fight (ギャラクシーファイト?), es un videojuego de lucha lanzado en 1995 para Arcade originalmente desarrollado y publicado por Sunsoft para Neo-Geo. Este fue el segundo juego de este género desarrollado por Sunsoft después de Sugoi Hebereke, spin-off de la saga Hebereke lanzado para Super Famicom en 1994, así como su primer juego de lucha en 2D.
Un año más tarde, en 1996, Sunsoft produjo otro videojuego de lucha en 2D también para Neo-Geo titulado Waku Waku 7. Dos años después de aquello, en 1998, se unieron a una pequeña compañía llamada SANTACLAUS y lanzaron el juego Astra Super Stars para la placa arcade Sega ST-V.
La versión Arcade de Galaxy Fight utiliza 32 chips de 4 megabytes de ROM.

## Jugabilidad
Aunque Galaxy Fight es similar a Waku Waku 7 (el cual utiliza el mismo motor), los juegos tienen pocos elementos en común (uno de ellos siendo el mid-boss, Bonus-Kun). Los jugadores escogen uno de ocho personajes y viajan entre el en-juego sistema solar para derrotar los adversarios que habitan cada de los planetas antes de tengan la posibilidad de luchar contra Felden y resolver sus puntuaciones personales con él.
El juego utiliza un diseño de cuatro botones donde los primeros tres botones están utilizados para no-ataques llamativos especificados ( pueden ser cualquier cosa variando de perforadoras y chuts a látigos de cola y mordiscos) con cada botón concreto que cede fuerzas diferentes de ataques. El cuarto botón está utilizado específicamente para taunts cuál tiene no impacto práctico. Combinando varios botones juntos puede ceder ataques nuevos o los movimientos especiales que dependen del carácter.
En este juego no hay muralla en los escenarios para acorralar a los jugadores; en cambio, la pantalla mover su scroll indefinidamente.

## Personajes
- Alvan: Es el "Príncipe del Planeta Arruinado". Su planeta, Rozalis, fue invadido y destruido y su familia fue asesinada por Felden hace 1000 años. Alvan Dirigió la sobrevivencia gracias a la piedra mágica crimsom y desafía Felden para salvar la vida de los pocos seres vivos que todavía dejados en su planeta.

- Bonus Kun: Rouwe propio pegando bolsa aquello ha venido a vida. Rouwe Le ha enseñado básico luchando técnicas. Bonificación-Kun es una parodia/de homenaje de Ryu en la serie de Street Fighter.

- Gunter: Un gigantesco verde-skinned monstruo que respira fuego de poder inmenso. Sólo él y Alvan aparece para reconocer G. Hecho mystical naturaleza. Gunter Está luchando el estilo es sencillo todavía extremadamente violento.

- Felden: El jefe final del juego (excluyendo a Rouwe). Es un ser compuesto de llama dorada con un fiery corona azul. Cuando enfrenta a Alvan, Felden revela que él fue quien colocó la maldición en el planeta de Alvan.

- G. Done: Nadie sabe mucho sobre este matonesco personaje de la calle, excepto Alvin y Gunter, quiénes aparentemente pueden notar su naturaleza mística.

- Juri: Una ladrona hembra que está obsesionada con ser la más fuerte y más bonita,  desprecia a aquellos que la consideran fea.

- Kazuma: "La Tormenta Furiosa" Kazuma viaja con Rolf en sus aventuras durante la galaxia, buscando guerreros potentes, busca ser más fuertes y continuar con la tradición de las artes marciales de su familia.

- Musafar: Es un robot construido por el Imperio Fakir. Su objetivo es derrotar a todos los guerreros y conseguir sus debilidades de modo que el imperio Fakir pueda tomar sobre la Galaxia.

- Rolf: El autoproclamado "Héroe de la Galaxia". Lucha con un traje de batalla que se parece a un traje espacial del siglo XX con casco, equipado con lanzallamas de gama a escasa, un jetpack, energía pequeña pistol, y una oreja-montado visera de ojo solo.

- Roomi: Su sueño es ser popular, como Juri. Durante el transcurso del juego, Rolf fue encargado por su padre para traerlo a su casa. En su final,  ella se convierte en una cantante que pliega como luchador.

- Rouwe:  Un jefe especial que aparece sólo si el jugador sigue el juego sin perder una ronda. Es aparentemente responsable por la muerte del padre de Kazuma. Su golpe de bolsa viene de la Bonificación de Bonus-kun y fue seleccionable en Waku Waku 7.

- Yacopu: Es el conejo mascota de Rouwe y el midboss anterior a Felden. Es originario del título de Game Boy Trip World. Tiene la capacidad de transformarse en cualquier luchador que tenga al frente, proporcionando una especie de Mirror Match.

## Ports y lanzamientos relacionados
Galaxy Fight: Universal Warriors fue porteado más tarde a la versión casera de Neo-Geo, la Neo-Geo AES, el cual incluye fácil-a-encuadres de dificultad del acceso y créditos limitados. Su próximo port fue para Neo-Geo CD, el cual fue porteado por Sunsoft y presenta algunas de las mismas características que posee la versión de Neo-Geo AES, pero con la música de fondo arreglada. posteriormente fue lanzado para la Sega Saturn en todo el mundo. Más tarde, se lanzó una versión bastante decente para la Sony PlayStation, la cual estaba disponible en Japón y Europa. En el año 2008, el Neo-Geo CD versión de Lucha de Galaxia: los guerreros Universales estuvo incluido con el Neo-Geo AES versión de Sunsoft es otro juego de luchar Waku Waku 7 en Vol.11 del Neo Geo serie de Colección En línea para el Sony PlayStation 2, titulado Sunsoft Collection (サンソフトコレクション?) Colección(サンソフトコレクション?). Mientras el Neo-Geo CD banda sonora de Lucha de Galaxia: los guerreros Universales estuvo añadido en esta versión, la banda sonora de Waku Waku 7 es completamente diferente del unreleased Neo-Geo CD versión que era más tarde ported al Sega Saturno. SNK Era incapaz de añadir el Neo-Geo CD / Sega versión de Saturno de la banda sonora debido a autorizar asuntos. El Neo-Geo AES versión de consola de la casa de Lucha de Galaxia: los guerreros Universales era más tarde ported al Wii Consola Virtual en Japón por D4 Empresa encima Marcha 23, 2010.

### Banda sonora
Un álbum de banda sonora del Neo-Geo la versión fue lanzada por Poney Canyon y Scitron Etiqueta el 17 de marzo de 1995 exclusivamente en Japón bajo el número de catálogo PCCB-00177. Contiene casi cada música de fondo, así como los efectos de sonido y samples de voz de la versión de arcade. Está compuesto por Masato Araikawa y Takayuki Sasaki, y actuado por Jun Kojime.

## Recepción
GamePro Dio a la versión de Neo Geo una revisión positiva. Ellos complimented el gráfico, música, y la manera cada ataque está convenido a su carácter particular, pero añadió que el juego carece de la originalidad y abrillantador para lograr grandeza cierta, concluyendo que "Lucha de Galaxia  sin duda whet el apetito de luchadores en todas partes. Pero no proporciona el Big Bang necesitó derribar Mortal o Asesino en las arcades."